# Culbutant français
Le culbutant français est une race de pigeon domestique originaire du Nord-Pas-de-Calais. Il est classé dans la catégorie des pigeons de vol.

## Histoire
Le culbutant français est issu de croisements divers dont le haut-volant cumulet. Fréquent jusque dans les années 1960/1970 dans le Nord de la France, il a failli disparaître et ce sont les éleveurs allemands qui l'ont remis en vogue dans les expositions.

## Description
Il s'agit d'un petit pigeon (280 g en moyenne) plutôt court sur pattes (qui sont rouges). Sa tête est petite avec le dessus du crâne aplati et un bec de longueur moyenne. La poitrine est arrondie, le dos, plat incliné vers l'arrière. Le plumage se présente en de nombreux coloris : unicolore en noir, dun, rouge, jaune, brun, isabelle ; barré et écaillé en bleu, argenté, rouge cendré, jaune cendré, brun, isabelle ; grison en bleu, argenté, rouge, jaune, brun, isabelle ; et tigré en noir, dun, rouge, jaune, bleu, bronze tricolore (appelé savoyard), avec des mouchetures blanches sur la tête, le cou et la poitrine qui sont bronze, une barre caudale noire, l'extrémité de certaines plumes est bleue et le manteau bronze.

## Vol
Le culbutant français est un voilier de hauteur moyenne qui vole en groupe souplement et qui effectue des culbutes rapides et fréquentes.